# Yuhina à ventre roux
Yuhina occipitalis
Espèce
Statut de conservation UICN

 LC  : Préoccupation mineure
Le Yuhina à ventre roux (Yuhina occipitalis) est une espèce d'oiseaux passereaux de la famille des Zosteropidae.
Son aire s'étend à travers le Népal, le Sikkim, le Bhoutan le nord-est de l’Inde et le Yunnan.